# Kiril di Bulgaria (1964)
Kiril di Bulgaria (Madrid, 11 luglio 1964) è un principe bulgaro, secondogenito di Simeone II.

## Biografia

### Educazione e carriera
Nacque nel 1964 a Madrid, dove si diplomò presso il Lycée Français. Nel 1986 si laureò all'Università di Princeton in fisica teorica e quantistica, con una tesi intitolata "Distribuzione della velocità dei pulsar: una simulazione Monte Carlo", per poi specializzarsi in finanza d'impresa.
Si trasferì a Londra e dal 1991 al 2001 lavorò tra la capitale britannica e New York, in qualità di esperto bancario presso Lehman Brothers. Dal 1997 al 2001 è stato consigliere economico di Petăr Stojanov e ricopre il ruolo di Direttore Esecutivo all'Allocation and Southern European Equities di GLG Partners. Ha fondato il Bulgarian City Club.

### Vita privata
Il 15 settembre 1989 si sposò nella Cappella di Sant'Anna del Palazzo de l'Almudaina con la consulente artistica María del Rosario Nadal y Fuster de Puigdórfila (1968), figlia dell'industriale Miguel Nadal y Bestard. Nel 2009 si sono separati.
Dal 2017 è fidanzato con la donna d'affari britannica Katharine Butler (1967).

## Discendenza
Kiril di Bulgaria e Rosario Nadal hanno due figlie e un figlio:
- Mafalda-Cecilia (Londra, 27 luglio 1994), il 28 maggio 2022 ha sposato Marc Camille Abousleiman a Palma di Maiorca;[7]
- Olimpia (Londra, 14 dicembre 1995);
- Tassilo (Londra, 20 gennaio 2002).

## Titoli e trattamento
- 11 luglio 1964 - attuale: Sua Altezza Reale, il principe Kiril di Preslav, principe di Sassonia-Coburgo-Gotha, duca in Sassonia

## Ascendenza
|                                           |                            |                                          | Genitori                                |  |  | Nonni |  |  | Bisnonni                 |  |  | Trisnonni                          |  |
|                                           |                            |                                          |                                         |  |  |       |  |  | Ferdinando I di Bulgaria |  |  | Augusto di Sassonia-Coburgo-Koháry |  |
|                                           |                            |                                          |                                         |  |  |       |  |  | Ferdinando I di Bulgaria |  |  | Augusto di Sassonia-Coburgo-Koháry |  |
|                                           |                            | Clementina d'Orléans                     |                                         |  |  |       |  |  | Ferdinando I di Bulgaria |  |  |                                    |  |
| Boris III di Bulgaria                     |                            |                                          |                                         |  |  |       |  |  | Ferdinando I di Bulgaria |  |  |                                    |  |
|                                           |                            | Maria Luisa di Borbone-Parma             | Roberto I di Parma                      |  |  |       |  |  |                          |  |  |                                    |  |
|                                           |                            | Maria Luisa di Borbone-Parma             | Roberto I di Parma                      |  |  |       |  |  |                          |  |  |                                    |  |
|                                           |                            | Maria Luisa di Borbone-Parma             | Maria Pia di Borbone-Due Sicilie        |  |  |       |  |  |                          |  |  |                                    |  |
| Simeone II di Bulgaria                    |                            | Maria Luisa di Borbone-Parma             |                                         |  |  |       |  |  |                          |  |  |                                    |  |
|                                           |                            | Vittorio Emanuele III di Savoia          | Umberto I di Savoia                     |  |  |       |  |  |                          |  |  |                                    |  |
|                                           |                            | Vittorio Emanuele III di Savoia          | Umberto I di Savoia                     |  |  |       |  |  |                          |  |  |                                    |  |
|                                           |                            | Vittorio Emanuele III di Savoia          | Margherita di Savoia                    |  |  |       |  |  |                          |  |  |                                    |  |
| Giovanna di Savoia                        |                            | Vittorio Emanuele III di Savoia          |                                         |  |  |       |  |  |                          |  |  |                                    |  |
|                                           |                            | Elena del Montenegro                     | Nicola I del Montenegro                 |  |  |       |  |  |                          |  |  |                                    |  |
|                                           |                            | Elena del Montenegro                     | Nicola I del Montenegro                 |  |  |       |  |  |                          |  |  |                                    |  |
|                                           |                            | Elena del Montenegro                     | Milena Vukotić                          |  |  |       |  |  |                          |  |  |                                    |  |
| Kiril di Bulgaria                         |                            | Elena del Montenegro                     |                                         |  |  |       |  |  |                          |  |  |                                    |  |
|                                           | José Gómez-Acebo y Cortina | José Gómez-Acebo y de la Torre           |                                         |  |  |       |  |  |                          |  |  |                                    |  |
|                                           | José Gómez-Acebo y Cortina | José Gómez-Acebo y de la Torre           |                                         |  |  |       |  |  |                          |  |  |                                    |  |
|                                           | José Gómez-Acebo y Cortina | María de los Dolores Cortina y Rodríguez |                                         |  |  |       |  |  |                          |  |  |                                    |  |
| Manuel Gómez-Acebo y Modet                | José Gómez-Acebo y Cortina |                                          |                                         |  |  |       |  |  |                          |  |  |                                    |  |
|                                           |                            | Margarita Marta Modet y Almagro          | Juan Bautista Modet y Eguía             |  |  |       |  |  |                          |  |  |                                    |  |
|                                           |                            | Margarita Marta Modet y Almagro          | Juan Bautista Modet y Eguía             |  |  |       |  |  |                          |  |  |                                    |  |
|                                           |                            | Margarita Marta Modet y Almagro          | María Felicidad de Almagro y de la Vega |  |  |       |  |  |                          |  |  |                                    |  |
| Margarita Gómez-Acebo                     |                            | Margarita Marta Modet y Almagro          |                                         |  |  |       |  |  |                          |  |  |                                    |  |
|                                           |                            | Manuel Cejuela y González-Orduña         | Joaquín Cejuela de la Riva              |  |  |       |  |  |                          |  |  |                                    |  |
|                                           |                            | Manuel Cejuela y González-Orduña         | Joaquín Cejuela de la Riva              |  |  |       |  |  |                          |  |  |                                    |  |
|                                           |                            | Manuel Cejuela y González-Orduña         | Carolina González-Orduña y Merry        |  |  |       |  |  |                          |  |  |                                    |  |
| María de las Mercedes Cejuela y Fernández |                            | Manuel Cejuela y González-Orduña         |                                         |  |  |       |  |  |                          |  |  |                                    |  |
|                                           |                            | Mercedes Fernández y Molano              | Secundino Fernández                     |  |  |       |  |  |                          |  |  |                                    |  |
|                                           |                            | Mercedes Fernández y Molano              | Secundino Fernández                     |  |  |       |  |  |                          |  |  |                                    |  |
|                                           |                            | Mercedes Fernández y Molano              | Luisa Molano y Martínez de Tejada       |  |  |       |  |  |                          |  |  |                                    |  |
|                                           |                            | Mercedes Fernández y Molano              |                                         |  |  |       |  |  |                          |  |  |                                    |  |